# Ундіне Бремер
Ундіне Бремер (нім. Undine Bremer; дошлюбне прізвище — Гартманн (нім. Hartmann); нар. 30 червня 1961) — німецька спринтерка.
На міжнародних змаганнях представляла НДР.

## Спортивні досягнення
Чемпіонка світу з естафетного бігу 4×400 метрів (1983, виступала в попередньому забігу).
Посіла третє місце у змаганнях з естафетного бігу 4×400 метрів на Кубку Європи (1983).
Чемпіонка Європи серед юніорів з естафетного бігу 4×100 метрів (1979).
Чемпіонка НДР з естафетного бігу 4×400 метрів (1981).